# Mötley Crüe: Uncensored
Uncensored es un VHS de la banda estadounidense de hard rock Mötley Crüe lanzado en 1986.

## Lista de canciones
1. Live Wire
2. "Public Enemy #1"
3. Looks That Kill
4. Too Young to Fall in Love
5. Smokin' in the Boys Room (Brownsville Station cover)
6. Home Sweet Home

## Extras
Contiene 25 minutos detrás de escenas con la banda.